# Mark Hartill
Mark Norman Hartill (Sídney, 29 de mayo de 1964) es un ex–jugador australiano de rugby que se desempeñaba como pilar.

## Selección nacional
Fue convocado a los Wallabies por primera vez en agosto de 1986 para enfrentar a los All Blacks, integró el seleccionado que enfrentó a los British and Irish Lions en la gira de 1989 y disputó su último partido en julio de 1995 ante el mismo rival de su debut. En total jugó 20 partidos y marcó un try (4 puntos por aquel entonces).

### Participaciones en Copas del Mundo
Hartill disputó dos Copas del Mundo: Nueva Zelanda 1987 donde los Wallabies fueron derrotados en semifinales ante Les Bleus con el legendario try de Serge Blanco en el último minuto y Sudáfrica 1995 donde Australia fue eliminada en cuartos de final por el XV de la Rosa.
| Mundial                       | Sede          | Resultado        | PJ | Tries |
| ----------------------------- | ------------- | ---------------- | -- | ----- |
| Copa Mundial de Rugby de 1987 | Nueva Zelanda | Cuarto puesto    | 1  | 1     |
| Copa Mundial de Rugby de 1995 | Sudáfrica     | Cuartos de final | 1  | 0     |